# JR Freight classe EF510
La classe EF510 (EF510形, EF510-gata) est un type de locomotive électrique bicourant exploitée par la compagnie JR Freight pour le transport de marchandises au Japon.

## Description
Les locomotives sont construites par Kawasaki Heavy Industries. Au 23 février 2025, 54 exemplaires ont été produits. Leur disposition des essieux est Bo'Bo'Bo'.
Trois variantes existent :
- EF510-0 : Première version de série, 23 locomotives construites de 2001 à 2013 (numérotées EF210-1 à 23).
- EF510-500 : Deuxième version de série, 15 locomotives construites de 2009 à 2010 (numérotées EF510-501 à 515). Elles ont d'abord appartenu à JR East pour tracter les trains de nuit, avant d'être revendues à JR Freight de 2013 à 2016.
- EF510-300 : Troisième version de série, 16 locomotives construites depuis 2023 (numérotées EF210-301 à 316) pour circuler à Kyūshū[2].

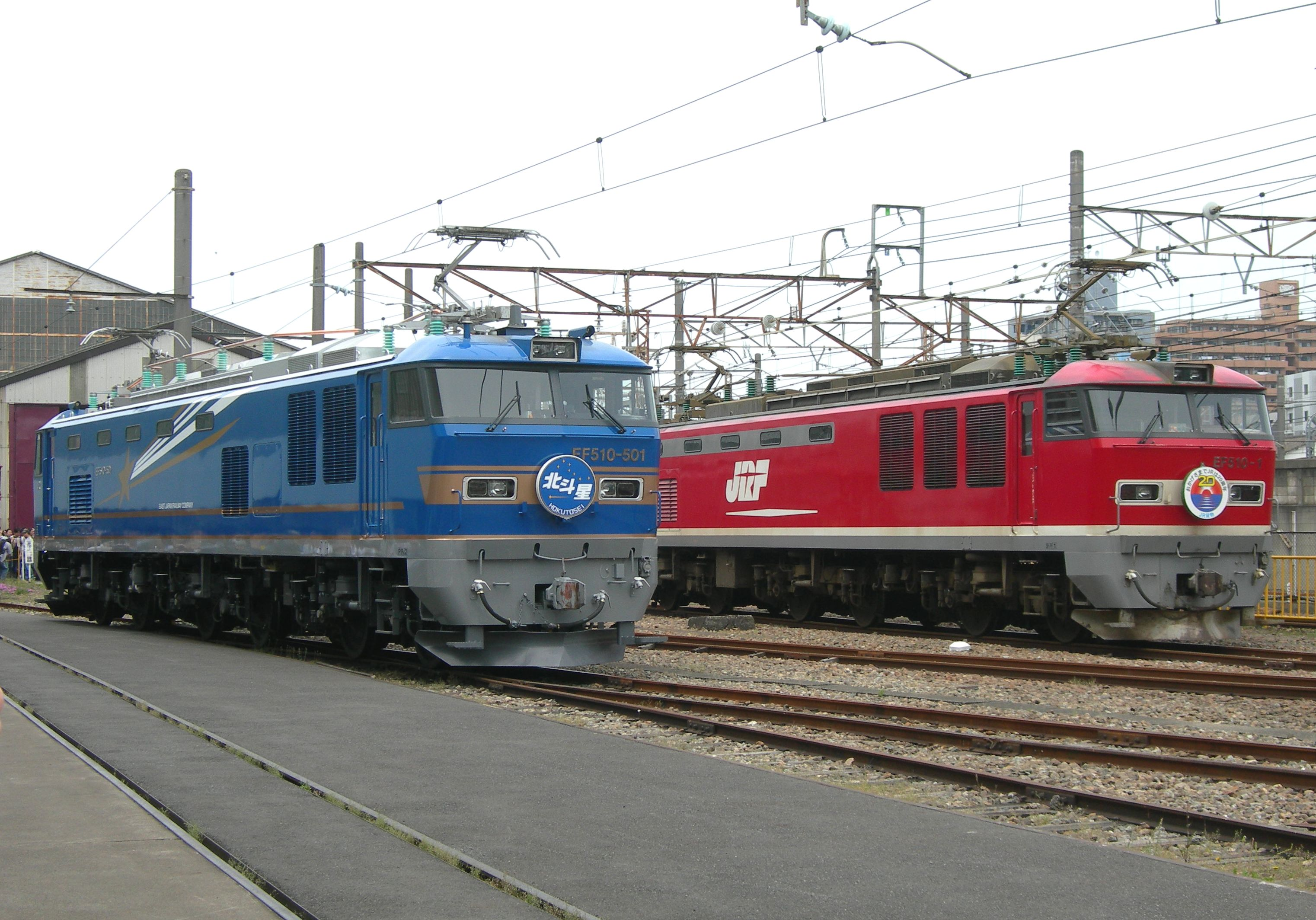
Locomotives EF510-501 et EF501-1 à Omiya
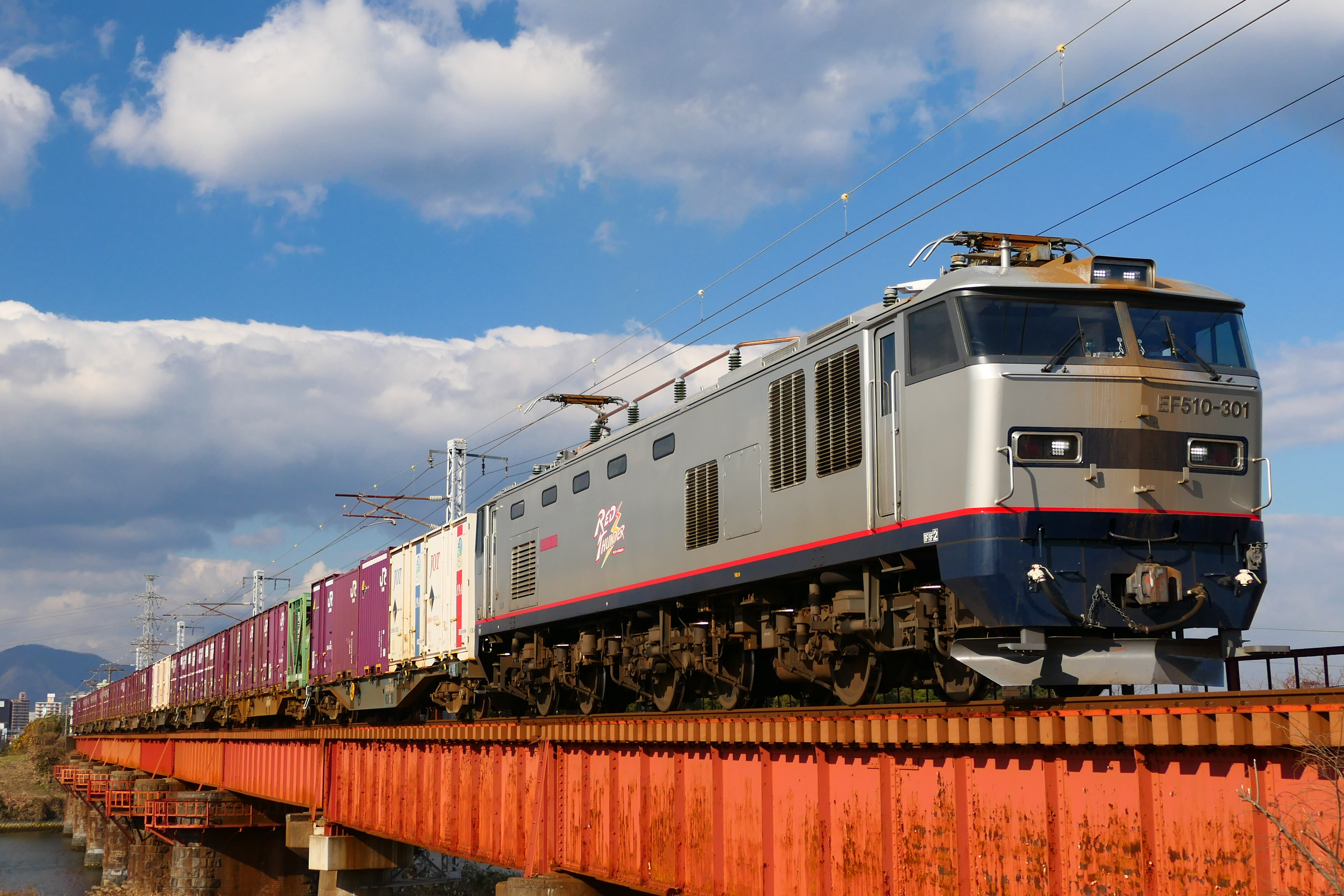
Locomotive EF510-301
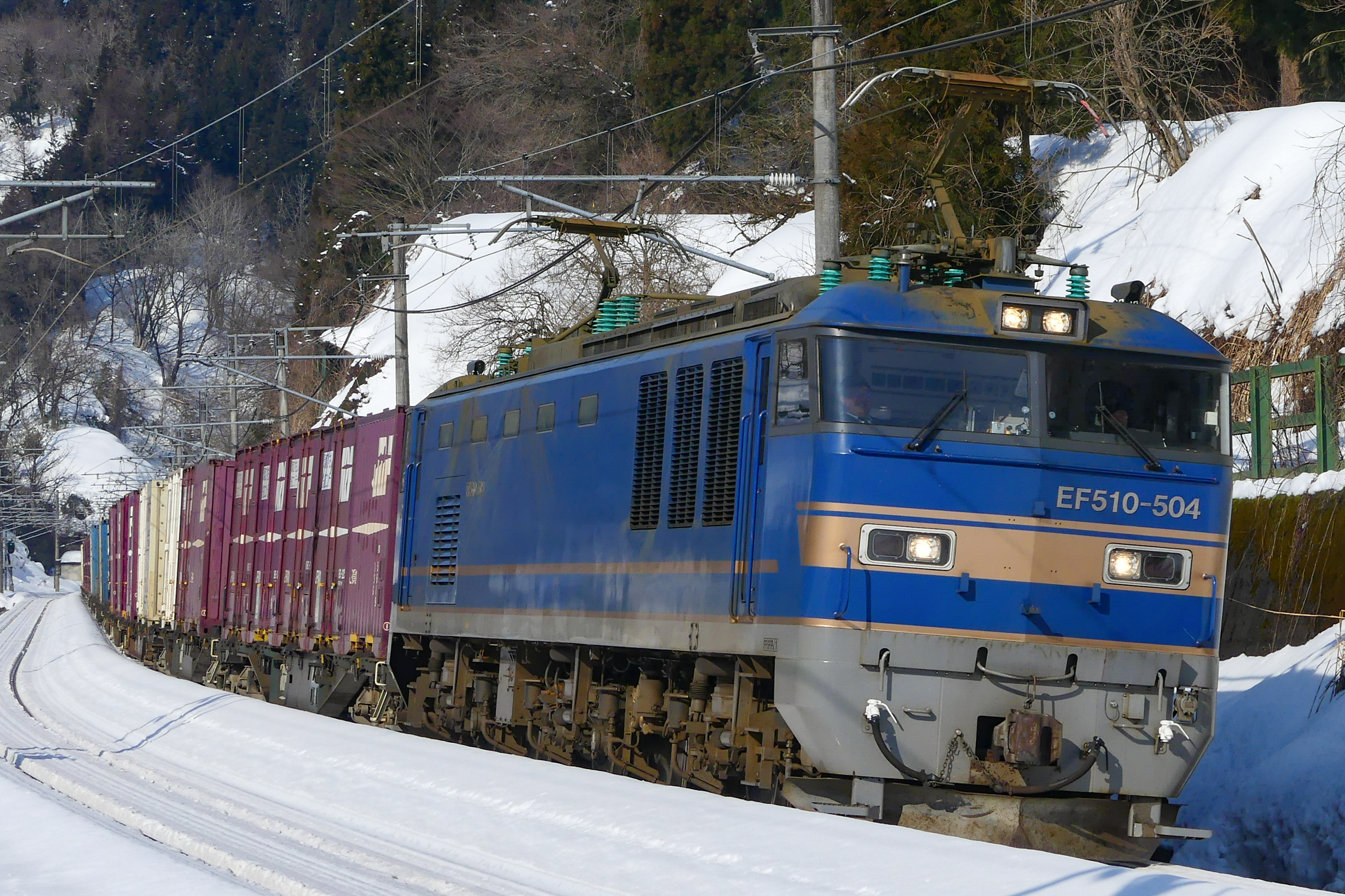
Locomotive EF510-504

## Affectation
Les locomotives EF510-0 et EF510-500 sont affectées au dépôt de Toyama et circulent principalement le long de la côte de la mer du Japon, et les locomotives EF510-300 sont affectées au dépôt de Moji et circulent à Kyūshū.